# Burg Kirnberg (Orsingen-Nenzingen)
Die Burg Kirnberg ist eine abgegangene Höhenburg auf dem 585 m ü. NHN Kirnbergmassiv 1500 Meter südlich der Kirche des Ortsteils Orsingen der Gemeinde Orsingen-Nenzingen im baden-württembergischen Landkreis Konstanz in Deutschland.
Von der ehemaligen Burganlage sind noch geringe Wall- und Grabenreste erhalten.